# Kapsa (klooster)

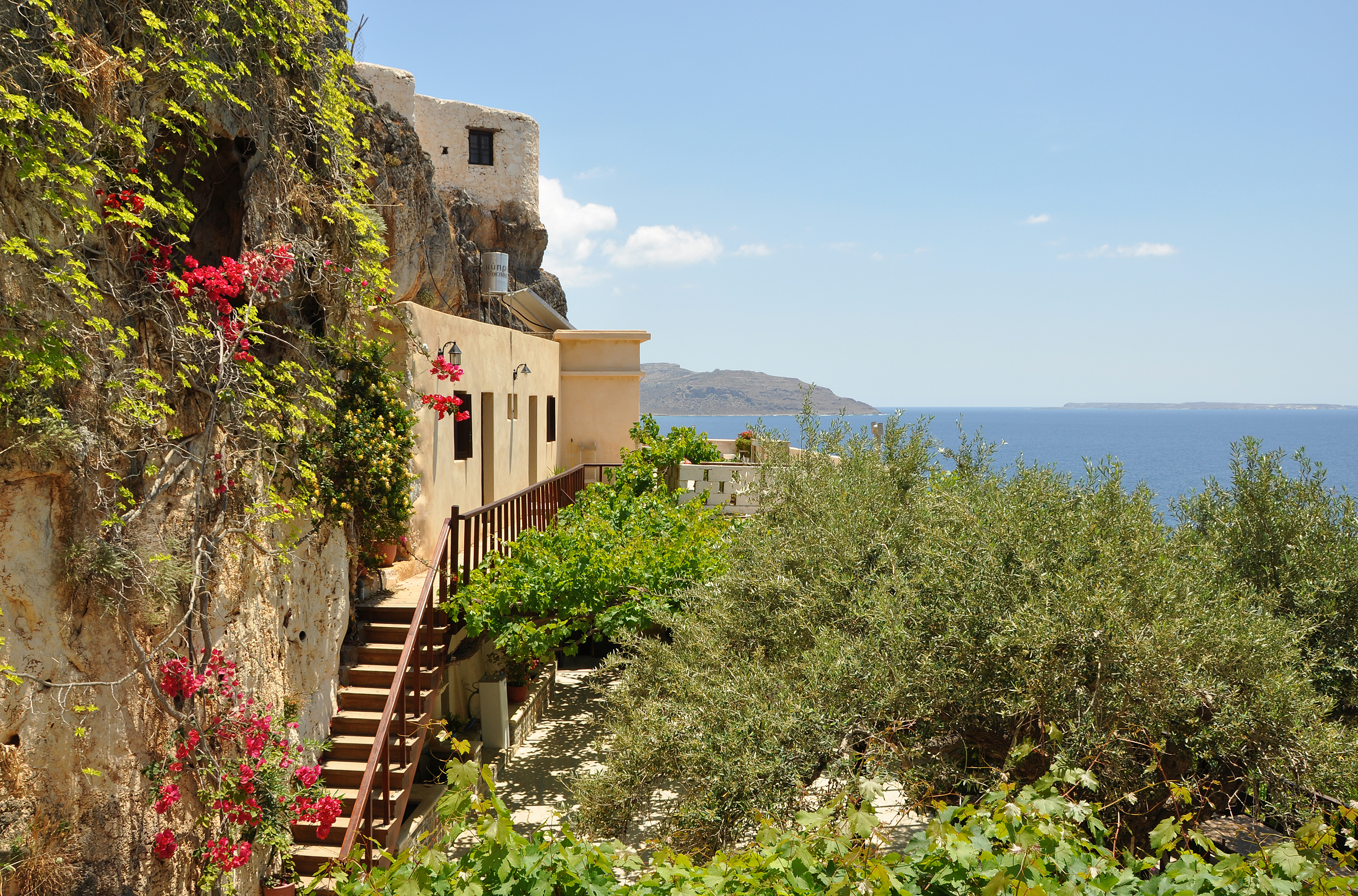
Het Kapsaklooster en uitzicht op de omgeving

Het Kapsaklooster of Moni Kapsa (Grieks: Μονή Καψά) ligt op de zuidoostkust van Kreta, tussen Makrys Gialos in het westen en Goudouras in het oosten. Administratief bevindt het zich op het grondgebied van de gemeente Makrys Gialos (Grieks: Δήμος Μακρύ Γιαλού), in het departement Lasithi.
Het is een klein kloostertje dat gebouwd is tegen de steile bergwand langs de kustweg van Goudouras naar Ierapetra, en naast de Perivolakiakloof. Het zou gesticht zijn in de 15de eeuw. In 1471 werd het door piraten verwoest. Daarna lag de plaats eeuwenlang verlaten. Pas in 1841 werd het heropgebouwd door een kluizenaar, Yerondouiannis genaamd, die zijn laatste levensjaren doorbracht in een hogerop gelegen grot. De kloosterkerk is toegewijd aan Sint-Jan de Doper. Elk jaar op 29 augustus trekken bedevaarders uit de ruime omgeving (tot uit Ierapetra toe) naar Moni Kapsa, ter gelegenheid van de feestdag van het klooster.
De grot van kluizenaar Yerondouiannis (bereikbaar via een trap) en de kloosterkerk zijn te bezoeken.

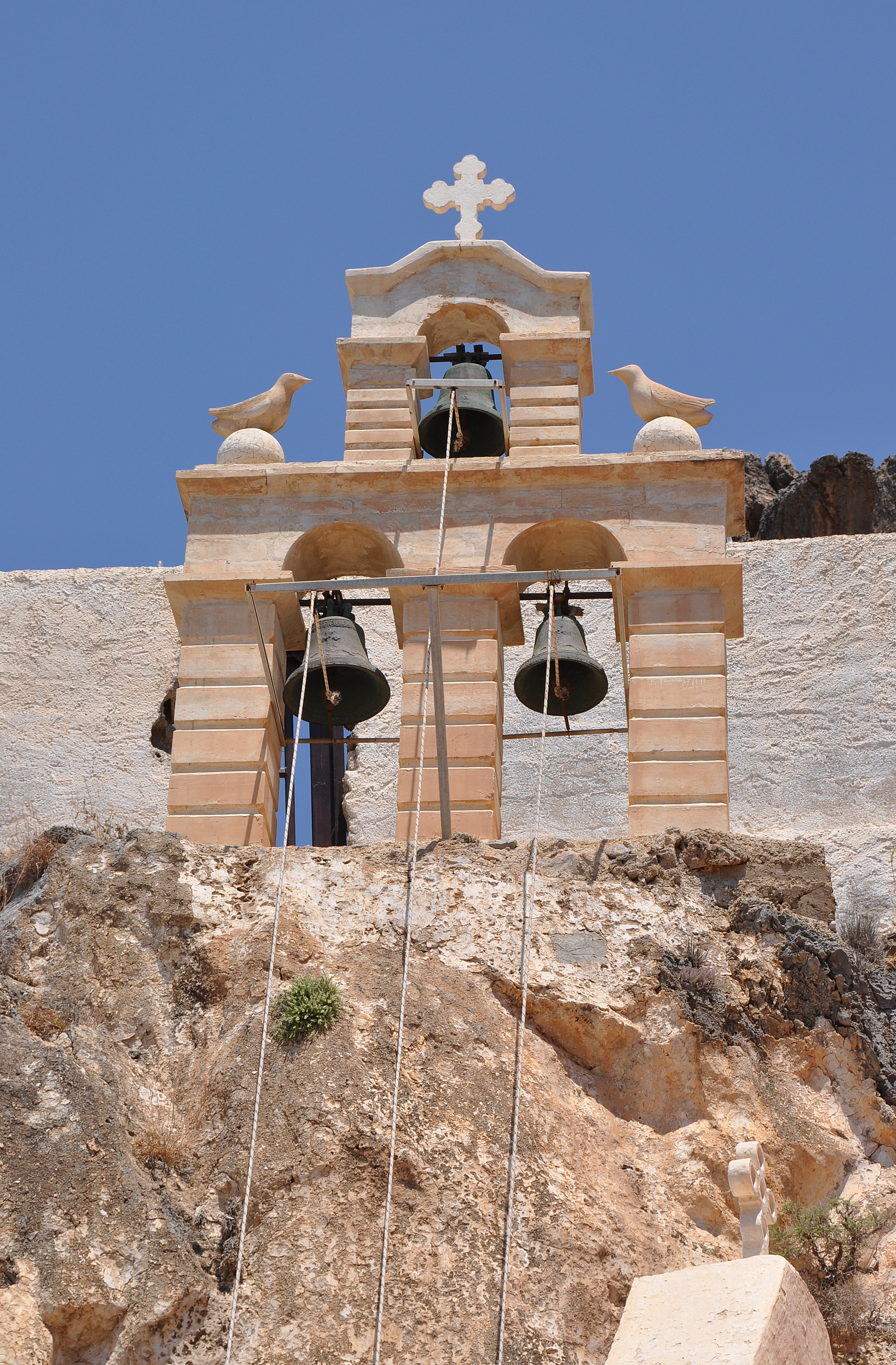
Het Kapsaklooster: klokkentorentje
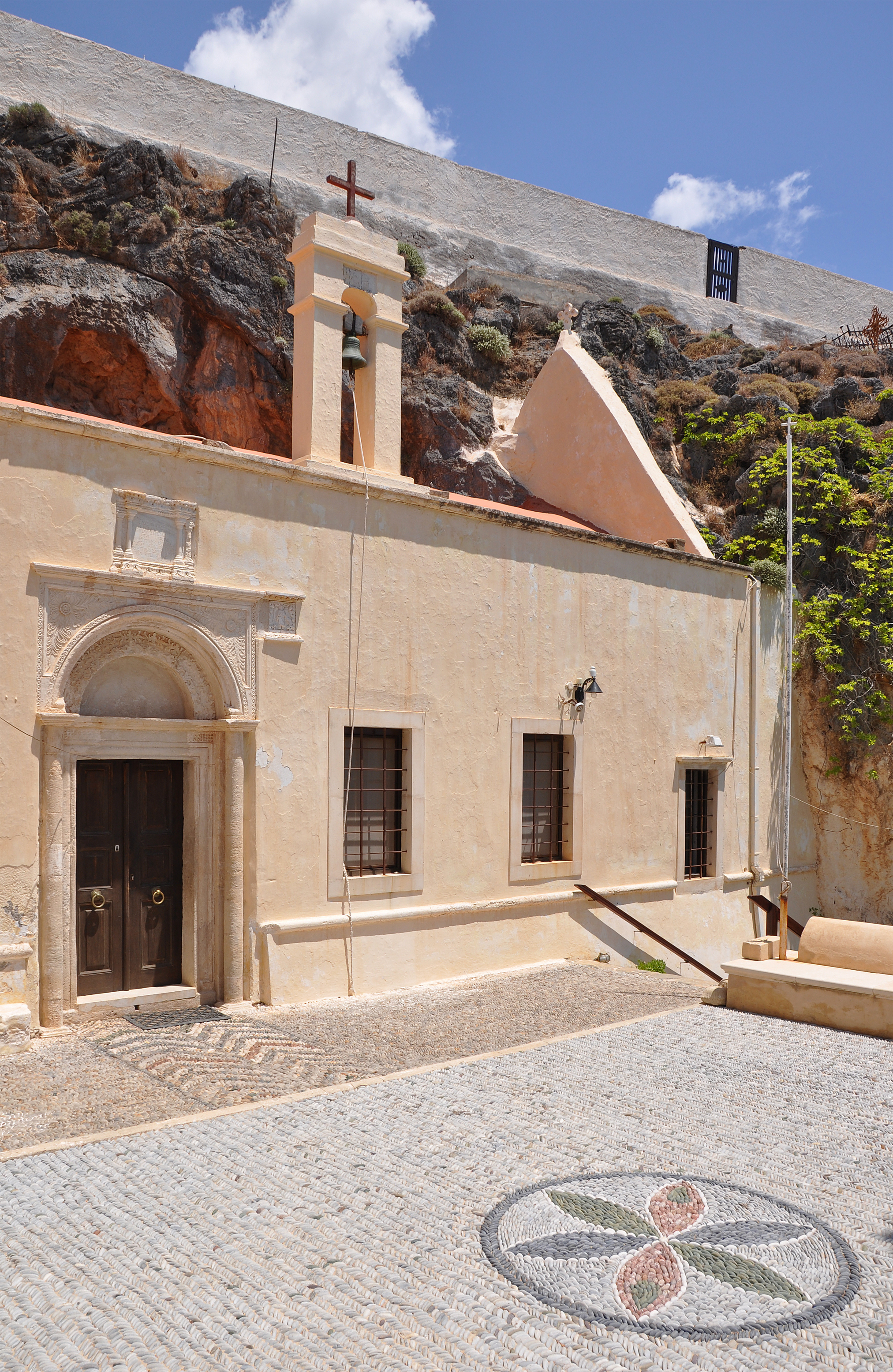
De kloosterkerk, toegewijd aan Sint-Jan de Doper
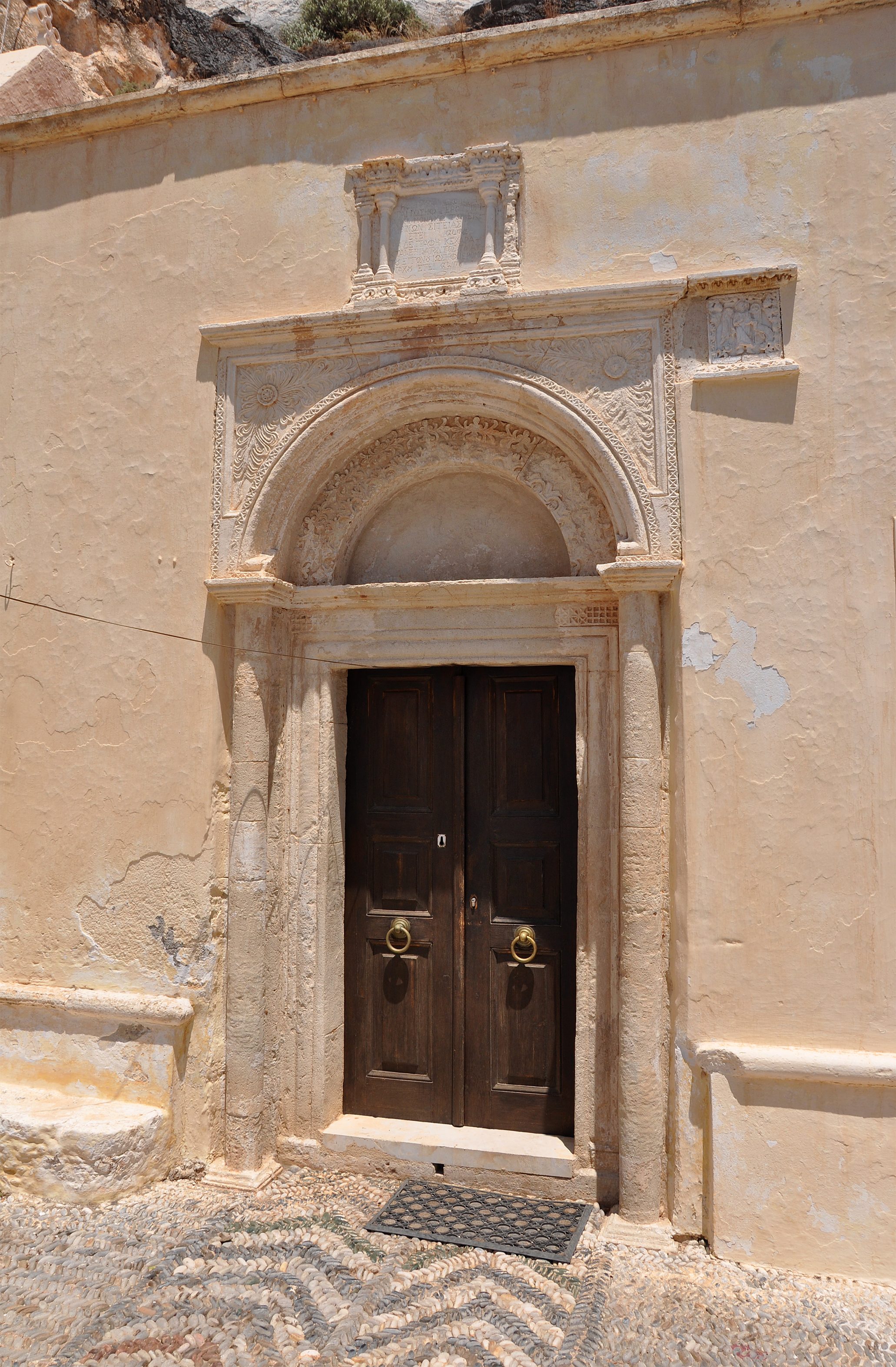
Kerkdeur
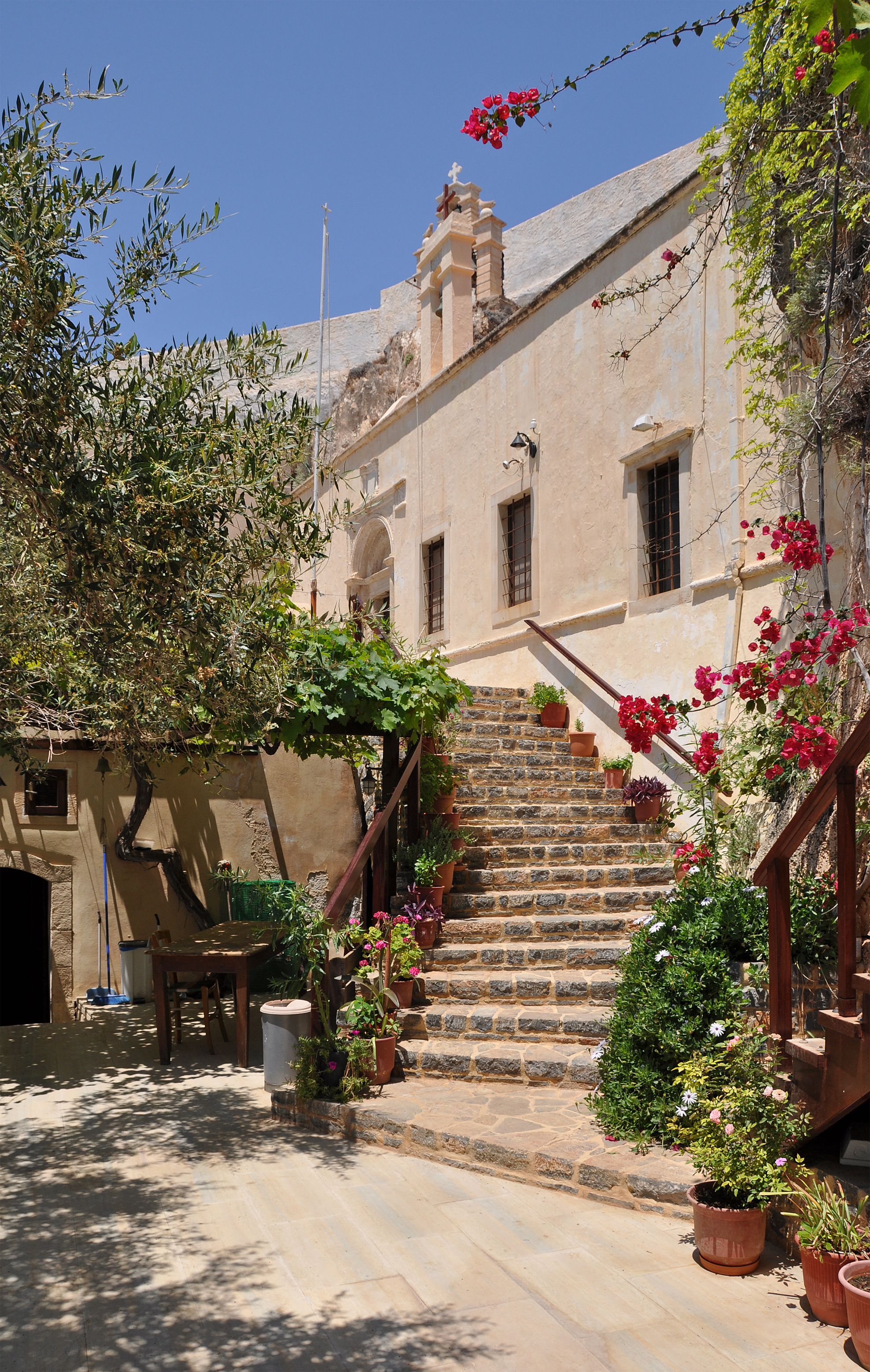
Trap naar de kloosterkerk
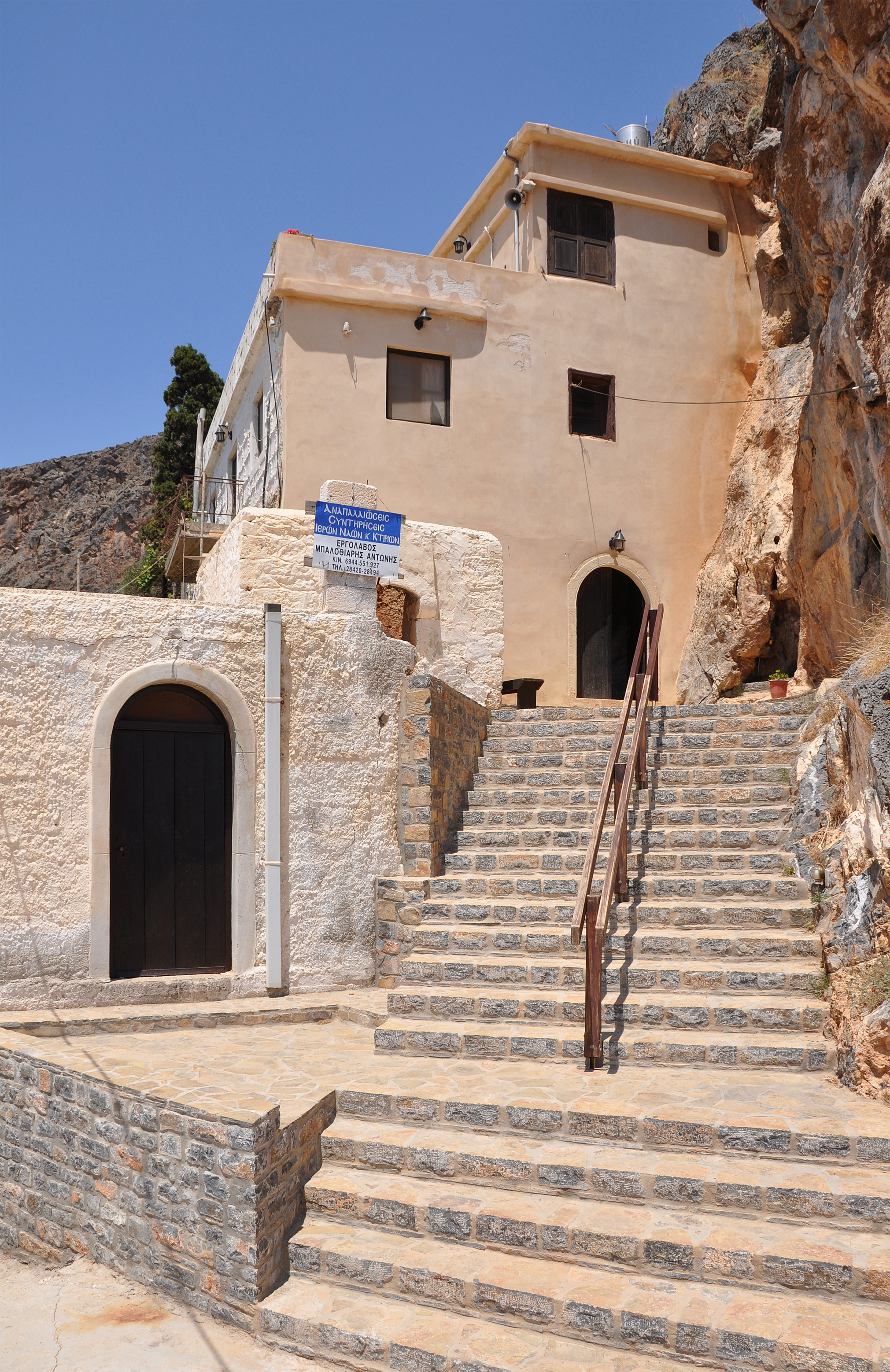
Ingang van het klooster
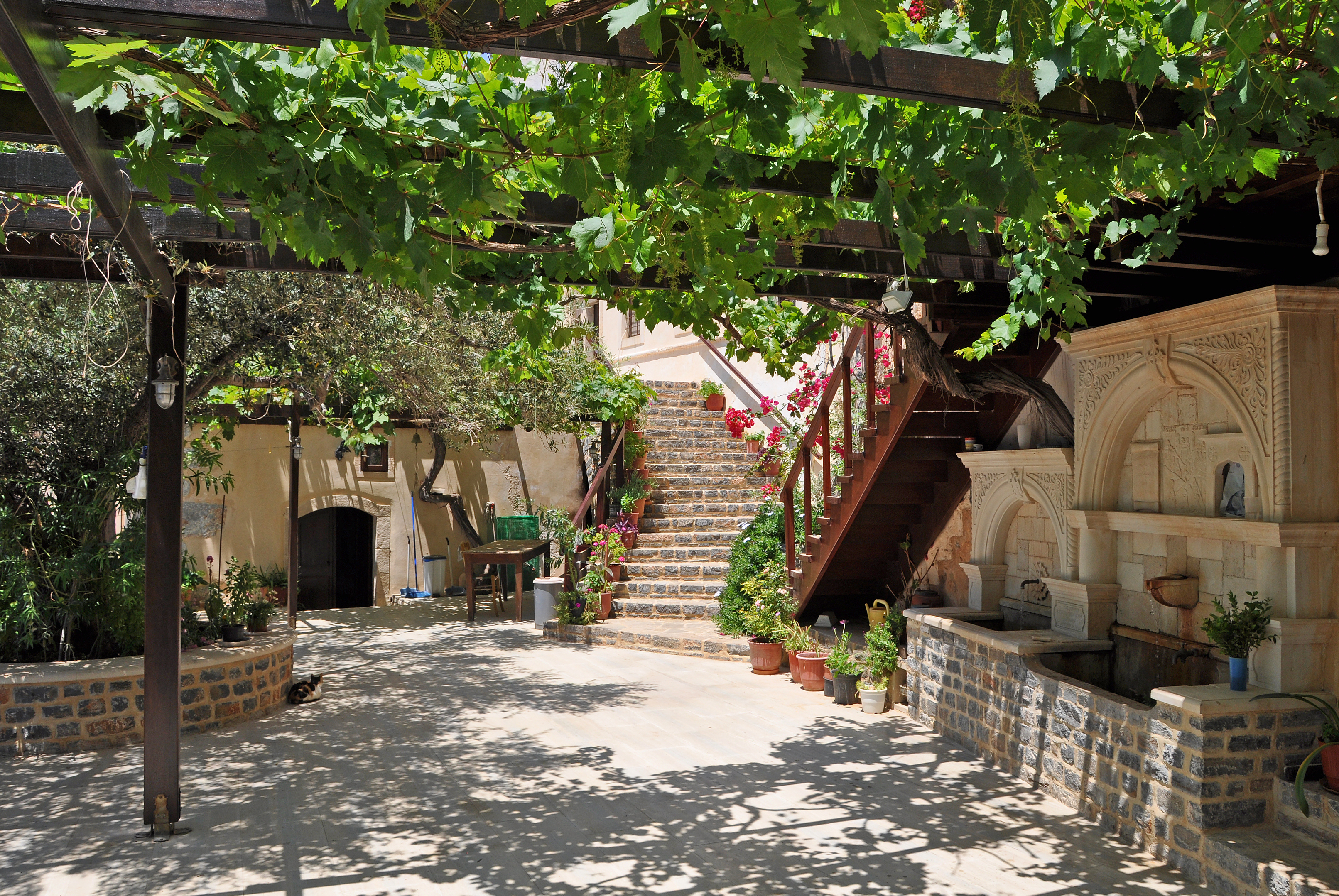
Beschaduwd terras
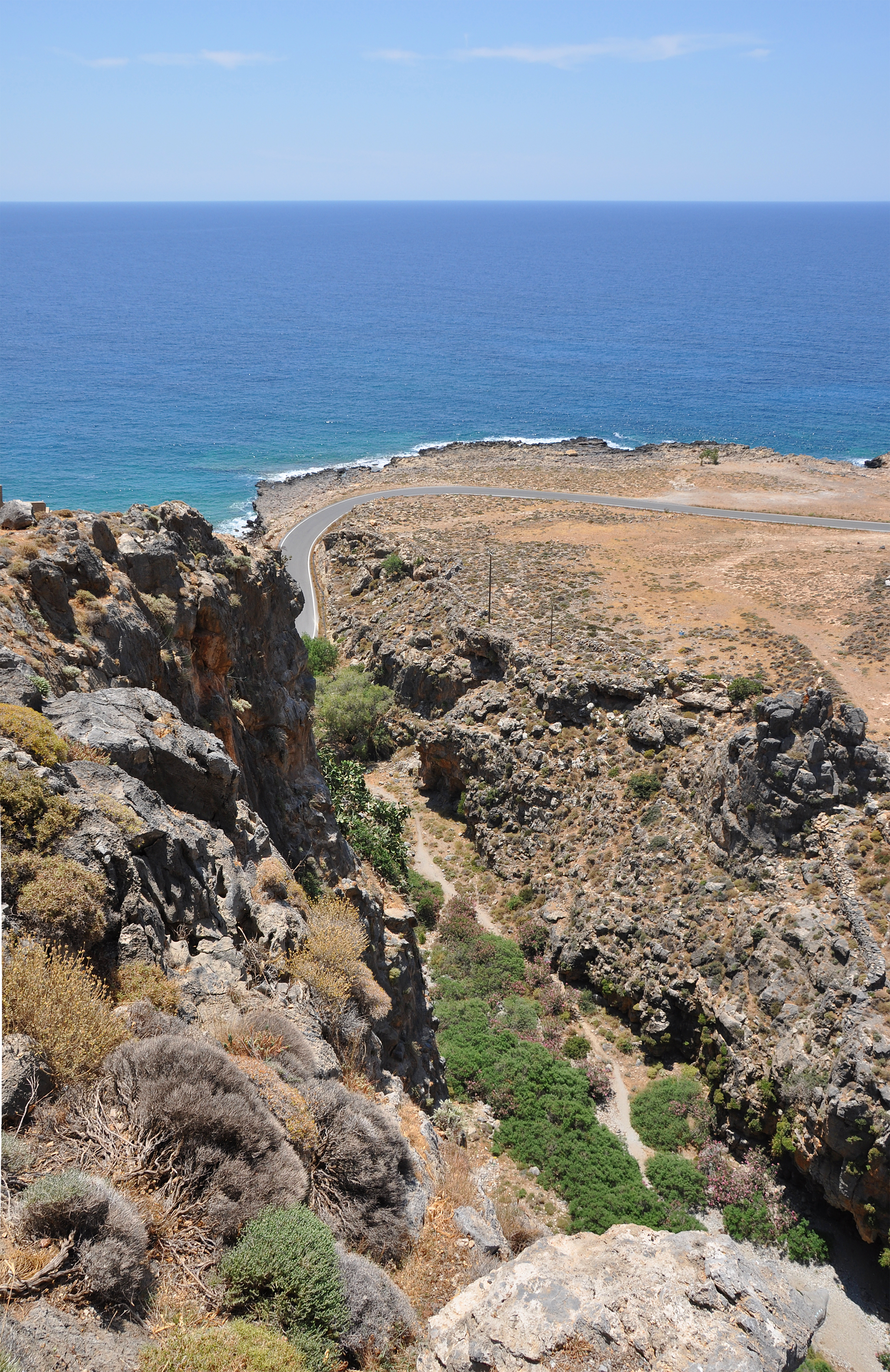
De Perivolakiakloof naast het klooster
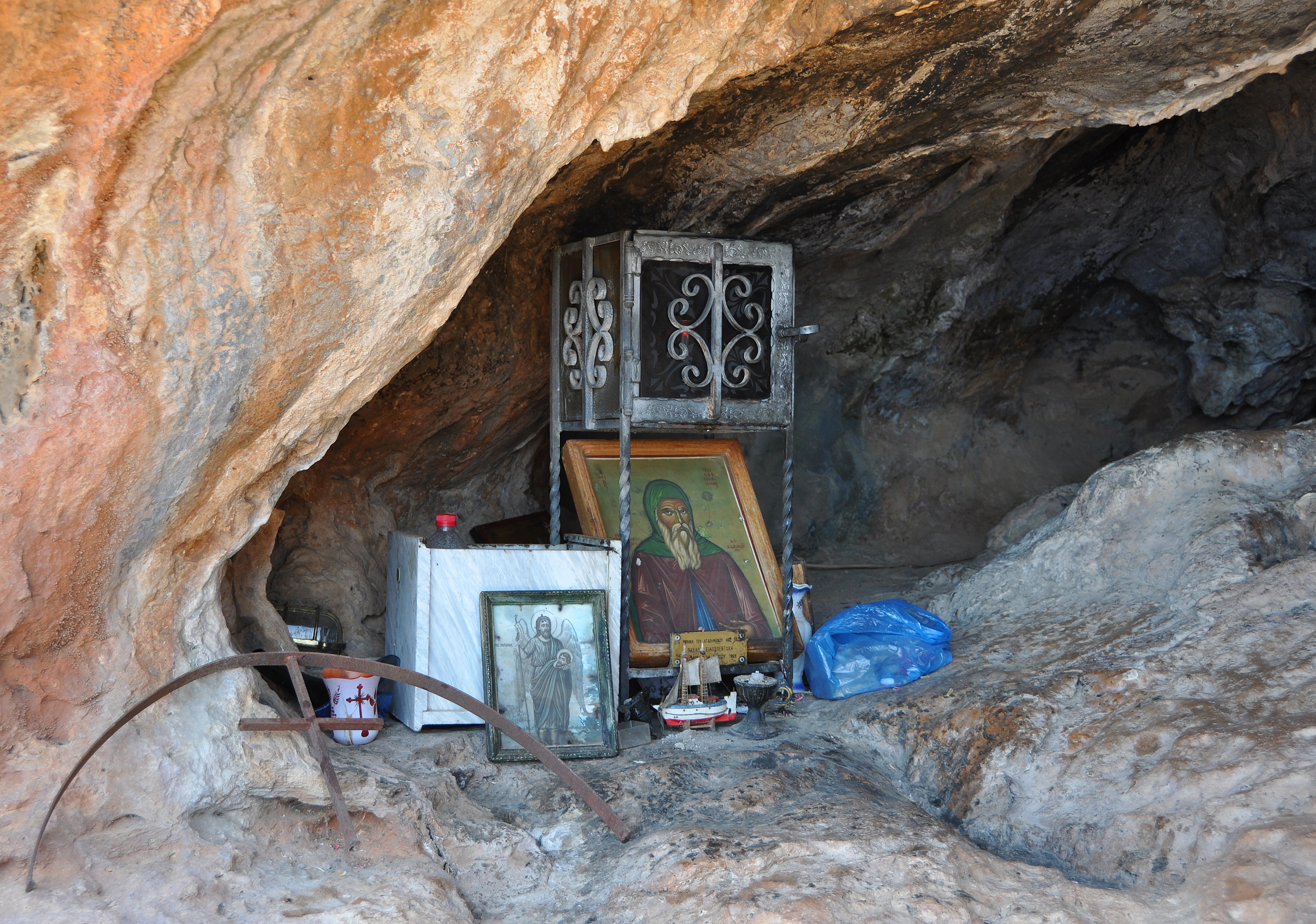
De grot van kluizenaar Yerondouiannis